# Queercore!
«Queercore!» es el decimocuarto sencillo del artista inglés de música electrónica Andy Bell. Es una canción a dúo con Lana Pillay y corresponde al primer sencillo extraído del álbum de remezclas Variance II: "The Torsten the Beautiful Libertine" remixes de la banda sonora del musical Torsten The Beautiful Libertine.

## Lista de temas
1. Queercore! – Matt Pop Radio Mix
2. Queercore! – Matt Pop Club Remix